# Decimus Iunius Brutus Albinus
Decimus Junius Brutus Albinus (? – Kr. e. 43) római republikánus politikus, hadvezér, Iulius Caesar gyilkosainak egyike.
Caesar seregében szolgált legatusként a galliai hadjáratok során, azonban a köztársaságiakra mért végső mundai vereség után csatlakozott a dictator ellen szervezkedő összeesküvőkhöz. Caesar feltehetően nem sejtett semmit, ugyanis – lévén rokona – Brutust megemlítette Kr. e. 45-ben írt végrendeletében. Sőt, Kr. e. 44-ben Caesar személyes javaslatára választották meg praetornak, a következő évre pedig kijelölték számára a hadászati szempontból jelentős Gallia Cisalpinát.
Március idusán (március 15.), Caesar meggyilkolásának napján Decimus Brutus csatlakozott hozzá, hogy segítsen a reggeli teendői elvégzésében. Feladata az volt, hogy jelezze a megfelelő alkalmat a Forumon várakozó összeesküvőknek, akik Pompeius színházában végeztek a dictatorral. Másnap a senatus amnesztiát szavazott meg a gyilkosok számára, azonban Caesar veteránjai, legiói és a plebs a megbüntetésüket követelte. Az összeesküvők ezért igyekeztek eltűnni Rómából – Brutus ezt úgy oldotta meg, hogy praetor peregrinusi méltóságát kihasználva a külügyekkel foglalkozott, majd Kr. e. 43-ban sürgősen átvette a számára kijelölt tartomány kormányzását.
Gallia Cisalpinában gyorsan sorozásba kezdett látva, hogy a közhangulat, a hadsereg, valamint az előbbieket uraló Caesar-párt nyomására a senatus a gyilkosok ellen fordult. Hamarosan parancsba is adták neki, hogy mondjon le tartományáról Marcus Antonius, az előző év consulja javára, aki a caesariánusok között egyre erősebb pozíciókat szerző Octavianusszal szemben szintén a galliai katonaságra akart támaszkodni. Nem is csoda, hogy amikor Decimus Brutus visszautasította a követelést, azonnal katonasággal indult ellene. Brutus Mutina városában sáncolta el magát, Antonius pedig nem volt elég gyors: a fiatal kora ellenére propraetori imperiummal felruházott Octavianus és a két consul, Caius Vibius Pansa és Aulus Hirtius társaként haddal indult ellene. A mutinai háborúban a körülzárt Antonius vereséget szenvedett két csatában is (Forum Gallorum, április 14. és Mutina, április 21.), így jónak látta Gallia Narbonensisbe menekülni, Marcus Aemilius Lepidushoz.
Decimus Brutus először Antonius üldözésére indult, és egy ideig maga mögött tudta Lucius Munatius Plancus, Gallia Transalpina helytartójának támogatását. Miután Antoniust befogadta Lepidus, Caius Asinius Pollio rábeszélésére Plancus átállt a túlerőbe került hadvezérek oldalára, sorsára hagyva Brutust. A politikus úgy döntött, hogy Macedoniába menekül, ahol Marcus Iunius Brutus és Caius Cassius Longinus seregei állomásoztak. Legióit maga mögött hagyva indult útnak, ám még célja elérése előtt meggyilkolták az Alpokban[forrás?].